# Pattinaggio di velocità ai XXI Giochi olimpici invernali - 5000 m maschile
La gara dei 5000 m maschile ai XXI Giochi olimpici invernali si è svolta il 13 febbraio 2010 al Richmond Olympic Oval, ed è stata la prima gara del pattinaggio di velocità. La gara è stata vinta dall'olandese Sven Kramer, che ha stabilito il nuovo record olimpico.
Il detentore del titolo era lo statunitense Chad Hedrick.

## Record
Prima di questa competizione, i record mondiali erano i seguenti.
| Record mondiale | Sven Kramer ( Paesi Bassi)       | 6'03"32 | Calgary             | 17 novembre 2007 |
| Record olimpico | Jochem Uytdehaage ( Paesi Bassi) | 6'14"66 | Salt Lake City 2002 | 22 febbraio 2002 |

## Risultati
| Pos. | Batteria | Nome                 | Nazione       | Tempo        | Distacco     |
| ---- | -------- | -------------------- | ------------- | ------------ | ------------ |
|      | 11       | Sven Kramer          | Paesi Bassi   | 6'14"60      |              |
|      | 12       | Lee Seung-Hoon       | Corea del Sud | 6'16"95      | +2"35        |
|      | 13       | Ivan Skobrev         | Russia        | 6'18"05      | +3"45        |
| 4    | 14       | Håvard Bøkko         | Norvegia      | 6'18"80      | +4"20        |
| 5    | 12       | Bob de Jong          | Paesi Bassi   | 6'19"02      | +4"42        |
| 6    | 10       | Alexis Contin        | Francia       | 6'19"58      | +4"98        |
| 7    | 13       | Enrico Fabris        | Italia        | 6'20"53      | +5"93        |
| 8    | 10       | Henrik Christiansen  | Norvegia      | 6'24"80      | +10"20       |
| 9    | 7        | Jan Blokhuijsen      | Paesi Bassi   | 6'26"30      | +11"70       |
| 10   | 6        | Sverre Haugli        | Norvegia      | 6'27"05      | +12"45       |
| 11   | 14       | Chad Hedrick         | Stati Uniti   | 6'27"07      | +12"47       |
| 12   | 11       | Shani Davis          | Stati Uniti   | 6'28"44      | +13"84       |
| 13   | 8        | Lucas Makowsky       | Canada        | 6'28"71      | +14"11       |
| 14   | 2        | Trevor Marsicano     | Stati Uniti   | 6'30"93      | +16"33       |
| 15   | 6        | Dmitry Babenko       | Kazakistan    | 6'31"19      | +16"59       |
| 16   | 3        | Sławomir Chmura      | Polonia       | 6'33"20      | +18"60       |
| 17   | 8        | Shane Dobbin         | Nuova Zelanda | 6'33"39      | +18"78       |
| 18   | 2        | Denny Morrison       | Canada        | 6'33"78      | +19"17       |
| 19   | 9        | Hiroki Hirako        | Giappone      | 6'33"90      | +19"30       |
| 20   | 5        | Haralds Silovs       | Lettonia      | 6'35"69      | +21"09       |
| 21   | 7        | Johan Röjler         | Svezia        | 6'35"88      | +21"28       |
| 22   | 4        | Patrick Beckert      | Germania      | 6'36"02      | +21"42       |
| 23   | 9        | Marco Weber          | Germania      | 6'36"45      | +21"85       |
| 24   | 1        | Roger Schneider      | Svizzera      | 6'39"30      | +24"69       |
| 25   | 4        | Luca Stefani         | Italia        | 6'41"75      | +27"15       |
| 26   | 1        | Robert Lehmann       | Germania      | 6'43"77      | +29"17       |
| 27   | 5        | Shigeyuki Dejima     | Giappone      | 6'43"82      | +29"22       |
| -    | 3        | Alexander Rumyantsev | Russia        | squalificato | squalificato |